# گنجینه تاریخ طبیعی نیشابور
موزهٔ حیات وحش شکار در طبیعت نیشابور یک تماشاگاه شخصی است که از تاریخ ۸۱/۱۰/۲۸ در جنوب غربی رباط نیشابور به نام «شکار در طبیعت» به دست حسین حصاری و خانم اشراقی 《همسر وی》راه‌اندازی شده‌است. وهم اکنون نزدیک به ۴۵۰ گونه جانوران وحشی و شماری جانور منقرض شده تاکسیدرمی و جانورانی زنده مانند موش‌های آزمایشگاهی و مارهایی زیبا و ماهی‌های گوشت‌خوار نگهداری می‌شود. همچنین این تماشاگاه نسکخانه (کتابخانه) ای کوچک دارد که نسک‌هایی (کتاب‌هایی) دربارهٔ شکار در طبیعت و محیط زیست و فیلم‌هایی دربارهٔ حیات وحش داراست.

## ویژگی‌ها
در همهٔ غرفه‌های این تماشاگه گونه‌های تاکسیدرمی شدهٔ جانوران بر اساس ویژگی‌های موسمی و زیستگاهی نهاده شده‌اند و پیرامون آن‌ها با صحنه‌آرایی و نگارگری همانند زیستگاه آن‌ها صحنه‌پردازی کرده‌اند.
همچنین برخی از گونه‌های جانوری این تماشاگه مانند میمون، طاووس، قرقاول بلژیکی، ماربوآ(بوتیمار) از کشورهای دیگر آورده شده‌اند. از گونه‌های شگفت‌انگیز و ناقص‌الخلقه‌ی این تماشاگه می‌توان نمونه‌های زیر را نام برد:
- گوسفند شش دست و پا
- مار دوسر
- کژدم دو رنگ
- مارمولک دو دم
- سیب زمینی شگفت‌آور